# Handen i fickan fast jag bryr mig
Handen i fickan fast jag bryr mig es el cuarto álbum de estudio por la cantante y compositora sueca Veronica Maggio. El álbum fue publicado en Suecia el 4 de octubre de 2013 a través de Universal Music Group. El álbum alcanzó el puesto #2 en Noruega y el #1 en Suecia. El álbum fue producido por Salem Al Fakir, Vincent Pontare y Magnus Lidehäll.
«Sergels torg» fue publicado el 20 de agosto de 2013 como el sencillo principal del álbum. La canción alcanzó el puesto #6 en el Sverigetopplistan. 

## Recepción de la crítica
El consenso de Sputnikmusic catalogó al álbum como “un álbum bastante sólido que no ha conseguido estar a la altura de su predecesor”, y añadieron: “Este es probablemente un disco que mejorará con el tiempo, pero ahora mismo es bueno y no queríamos nada bueno. Todo lo que puedes pensar es: Vamos, Verónica, puedes hacerlo mucho mejor”.

## Lista de canciones
Todas las canciones escritas y compuestas por Veronica Maggio, Salem Al Fakir, Magnus Lidehäll y Vincent Pontare, excepto donde esta anotado. 
| Edición estándar |                                                                         |          |  |
| N.º              | Título                                                                  | Duración |  |
| 1.               | «Sergels torg»                                                          | 3:46     |  |
| 2.               | «Jag lovar»                                                             | 3:29     |  |
| 3.               | «Hela huset»                                                            | 3:33     |  |
| 4.               | «Va kvar»                                                               | 2:53     |  |
| 5.               | «Låtsas som det regnar»                                                 | 3:17     |  |
| 6.               | «Hädanefter»                                                            | 3:32     |  |
| 7.               | «Trädgården en fredag» (Maggio, Pontare, Christian Walz, Stefan Olsson) | 3:09     |  |
| 8.               | «Dallas»                                                                | 3:49     |  |
| 9.               | «Bas gillar hörn»                                                       | 3:41     |  |
| 10.              | «I min bil»                                                             | 3:34     |  |

## Posicionamiento

### Gráficas semanales
| Gráfica (2013)                      | Pico de posición |
| ----------------------------------- | ---------------- |
| Finlandia (Suomen virallinen lista) | 32               |
| Noruega (VG-lista)                  | 2                |
| Suecia (Sverigetopplistan)          | 1                |

### Gráficas de fin de año
| Gráfica (2013)             | Pico de posición |
| -------------------------- | ---------------- |
| Suecia (Sverigetopplistan) | 5                |

| Gráfica (2014)             | Pico de posición |
| -------------------------- | ---------------- |
| Suecia (Sverigetopplistan) | 4                |

| Gráfica (2015)             | Pico de posición |
| -------------------------- | ---------------- |
| Suecia (Sverigetopplistan) | 22               |

| Gráfica (2016)             | Pico de posición |
| -------------------------- | ---------------- |
| Suecia (Sverigetopplistan) | 40               |

| Gráfica (2017)             | Pico de posición |
| -------------------------- | ---------------- |
| Suecia (Sverigetopplistan) | 50               |

| Gráfica (2018)             | Pico de posición |
| -------------------------- | ---------------- |
| Suecia (Sverigetopplistan) | 53               |

| Gráfica (2019)             | Pico de posición |
| -------------------------- | ---------------- |
| Suecia (Sverigetopplistan) | 34               |

| Gráfica (2020)             | Pico de posición |
| -------------------------- | ---------------- |
| Suecia (Sverigetopplistan) | 43               |

| Gráfica (2021)             | Pico de posición |
| -------------------------- | ---------------- |
| Suecia (Sverigetopplistan) | 40               |